# 斯氏副克奈氏魚
斯氏副克奈氏魚為輻鰭魚綱鼠鱚目尼羅魚科的其中一種，分布於非洲坦尚尼亞的Wami及Ruvu 的淡水流域，體長可達5.4公分，棲息在溪流及水塘，屬雜食性，以藻類、昆蟲及甲殼類等為食，可做為食用魚。